# 吴有训

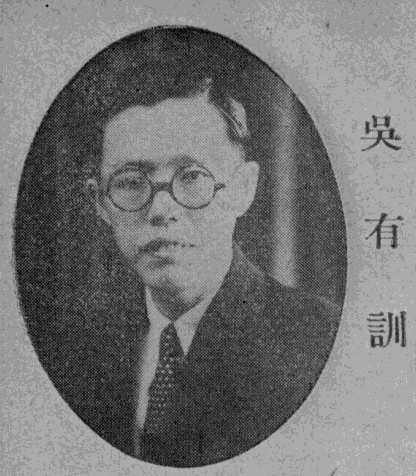
吴有训像

吴有训（1897年4月2日—1977年11月30日），字正之，男，江西高安人，中国物理学家、教育家，中国近代物理学先驱。

## 生平

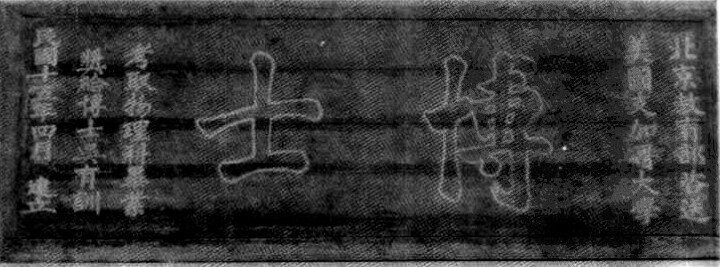
吳有訓博士牌匾

光緒二十三年三月初一日（1897年4月2日），吴有训生于江西省高安县石溪吴村。自幼在私塾读书。曾就读于高安瑞州中学、南昌第二中学。1916年考入南京高等师范学校理化部，师从胡刚复等人。1920年毕业，先后在南昌第二中学、上海公学任教。
1922年1月，吴有训赴美国芝加哥大学物理系学习，师从阿瑟·康普顿。期间实验验证“康普顿效应”，1925年以此博士论文获物理学哲学博士学位。1926年回国，参与江西大学的筹备工作。1927年8月任第四中山大学（原南京高师，后更名國立中央大學）物理系副教授，兼系主任。1928年任清华大学物理系教授，后兼系主任、理学院院长。
1937年，清华大学和北京大学、南开大学组成长沙临时大学，1938年更名西南联合大学，吴有训任理学院院长。1945年，出任国立中央大学校长。1947年赴美，先后在哈佛大学和麻省理工学院等校进行短期访问，从事科研工作。1948年，当选为中央研究院第一屆院士。
1949年任华东教育部部长，同时担任上海交通大学校务委员会主任。1950年赴北京任中国科学院近代物理研究所所长，同年12月任中国科学院副院长。中国物理学会的创始人之一。曾任中国物理学会会长、中国科学技术协会副主席、《中国科学》和《科学通报》主编等。文革期間受到保護鮮受波及，1977年11月30日在北京逝世。

## 纪念
2000年，中国物理学会为纪念胡刚复等五位物理学界前辈，设立了胡刚复、饶毓泰、叶企孙、吴有训、王淦昌物理学奖，其中吴有训物理奖授予原子核物理方面有突出成就的物理学家。

## 主要成就

### 学术
吴有训全面验证了康普顿效应，并发展了该理论。康普顿效应，是量子力学的重要奠基发现。康普顿效应被验证后，康普顿以该理论成就获得1927年诺贝尔物理学奖。
杨振宁教授特别指出康普顿效应不能被称为“康普顿-吴有训效应”。
在发展康普顿散射理论方面，吴有训用精确的实验，解决了康普顿散射光谱中变线与不变线之间的能量或强度的比率问题。1925年11月，美国物理学会第135届会议在吴有训所在的实验室召开，在会上宣读交流的论文中，吴有训的论文《康普顿效应中的变线与不变线之间能量的分布》排在第一位。
回国后，吴有训在清华大学建立起中国第一个近代物理研究实验室，开创了中国物理学研究的先河，被称为中国物理学研究的开拓者和奠基人之一。
1935年，他被德国自然科学院推举为院士，是第一位被西方国家授予院士称号的中国人。

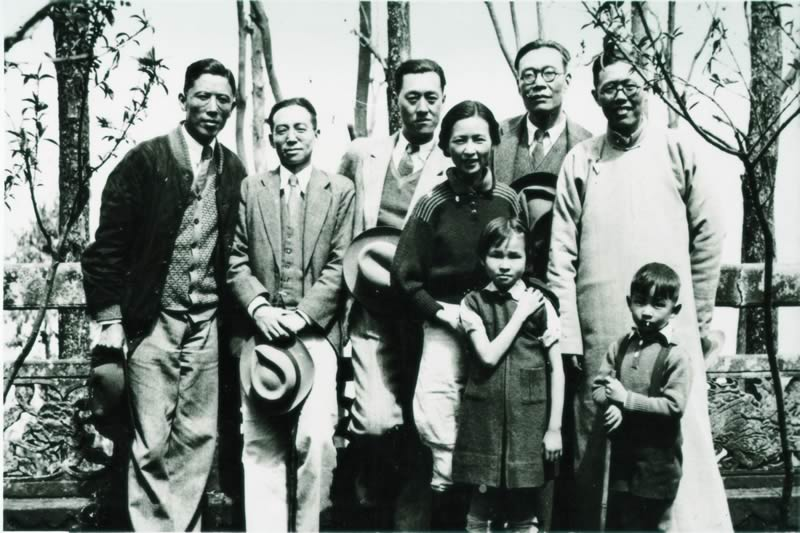
從左到右（聯大期間）：周培源、梁思成、陳岱孫、林徽因、梁再冰（梁林之女）、金岳霖、吳有訓、梁從誡（梁林之子）

### 教育
吴有训长期从事教育工作，先后培养了王淦昌、钱三强、钱伟长、邓稼先、杨振宁、李政道、冯端等一大批著名的科学家。